# Рейес, Хуан (пианист)
Хуан Рейес (исп. Juan Reyes; 1899 — 1941, Буэнос-Айрес) — чилийский пианист.

## Биография
Начал учиться музыке у своей матери, затем учился в Национальной консерватории у Роберто Дункера, в Генуе, в Париже и наконец в 1912—1917 гг. в Венской академии музыки у Эмиля Зауэра, а также у Йозефа Маркса и Франца Шмидта (композиция).
Концертировал в Европе и Латинской Америке, в 1921 г. удачно выступил в Нью-Йорке. Считался соперником Роситы Ренар в исполнении виртуозной салонной обработки вальса Иоганна Штрауса-сына «На прекрасном голубом Дунае», выполненный А. Шульцем-Эвлером. Впервые исполнил (1924) и записал (1927) Сонату-фантазию Акарио Котапоса.
В последний раз выступил в Чили в 1936 году и был проигнорирован публикой. В результате затяжной депрессии покончил с собой.